# Fachkrankenhaus Kloster Grafschaft

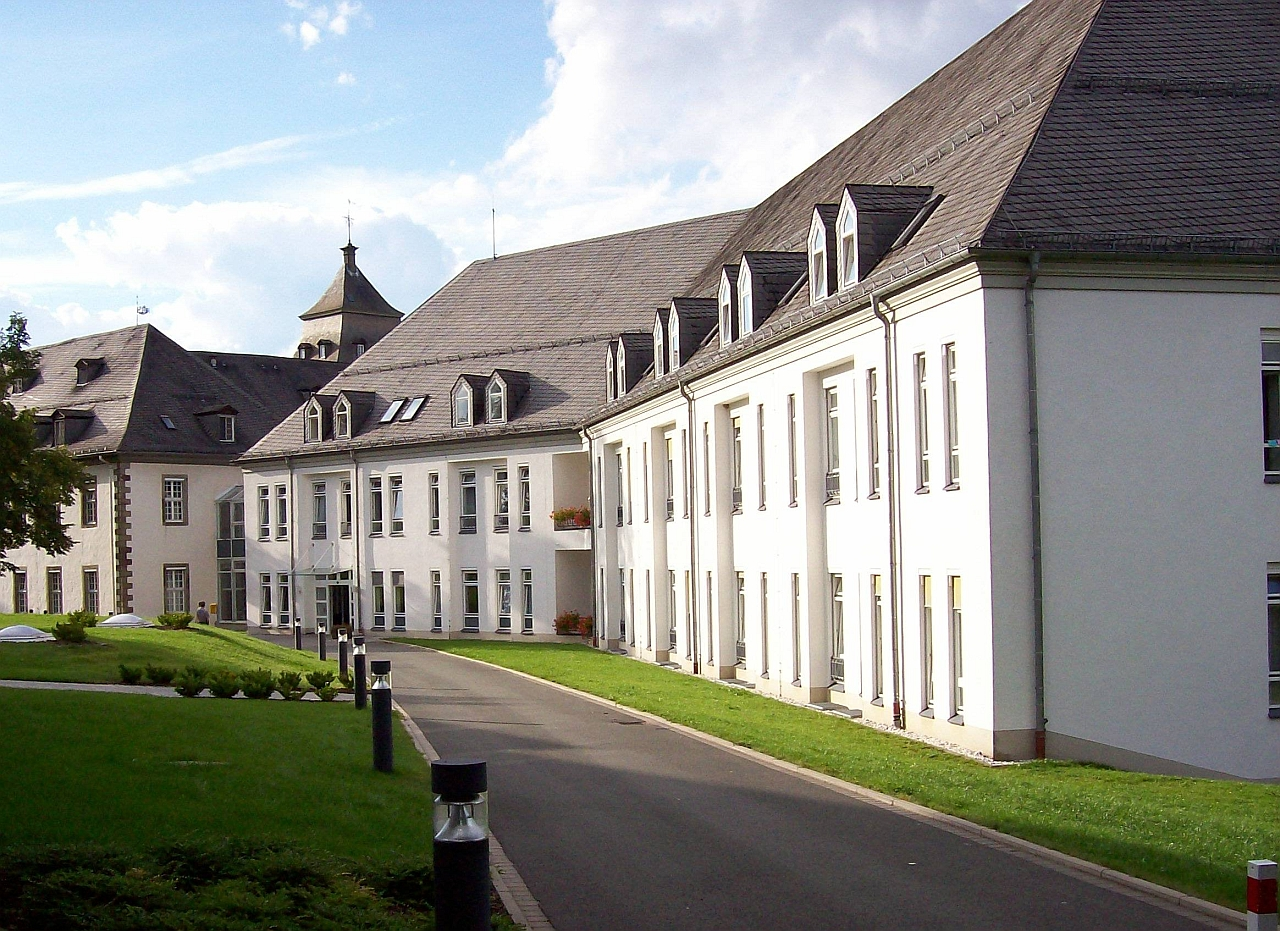
Anbau Eingang Fachkrankenhaus

Das Fachkrankenhaus Kloster Grafschaft ist eine Lungenfachklinik in Schmallenberg in dem heilklimatischen Kurort Grafschaft. Es befindet sich im denkmalgeschützten Kloster Grafschaft und gehört zur Trägerschaft der katholischen Ordensgemeinschaft der Barmherzigen Schwestern vom hl. Karl Borromäus. Seit April 2012 ist das Krankenhaus ein Lehrkrankenhaus der Philipps-Universität Marburg.  

## Geschichte
Das Haus entwickelte sich aus einem 1950 eröffneten Erholungsheim für von der Silikose gezeichnete Bergleute aus dem Ruhrgebiet. Erster Chefarzt des Silikose-Krankenhauses wurde Karl Bisa. In der Zeit von 1964 bis 1966 errichtete man den ersten Neubau. Im Haus wurde zunehmend die Lungen- und Bronchialheilkunde weiterentwickelt, seit 1982 besteht auch eine Abteilung für Allergologie. Im Jahre 1987 wurde ein Schlaflabor mit 20 Messplätzen geschaffen. Die Abteilung für Frührehabilitation nach Langzeitbeatmung mit 20 Betten besteht seit März 2005. Seit 1991 werden auf dem Gebiet der Pneumologie Forschungsprojekte durchgeführt.
An das Krankenhaus war über 25 Jahre die Krankenpflegeschule Kloster Grafschaft angegliedert. Diese wurde später verlegt. Die Gebäude der ehemaligen Schule wurden mittlerweile in eine altengerechte Wohnanlage umgebaut. Die Ausbildung in der Krankenpflege erfolgt nunmehr in Zusammenarbeit mit der Verbundkrankenpflegeschule des Hochsauerland Klinikums am Standort St. Walburga Krankenhaus in Meschede. 

## Schwerpunkte
Zu den Schwerpunkten zählen Pneumologie, Beatmungsmedizin, Respiratorentwöhnung (Weaning), Schlafmedizin mit eigenem Schlaflabor, Allergologie und seit 2017 der Fachbereich Geriatrie. Zu den internistischen Bereichen gehören Gastroenterologie, Kardiologie, Onkologie, Nephrologie und Endokrinologie. Das Fachkrankenhaus gehört dem Arbeitskreis Pneumologischer Kliniken an. Für besondere Behandlungsfälle steht eine Intensivstation mit achtzehn Betten bereit. Es gibt einen Ganzkörper-Computertomographen. Das Haus verfügt über einen Hubschrauberlandeplatz. Ende 2018 besaß das Haus nach mehreren Erweiterungen 200 Betten und 480 Mitarbeiter. Insgesamt werden über 7.000 Patienten stationär und 16.000 Patienten ambulant pro Jahr betreut. Im Bereich der Pneumologie werden jährlich über 4.000 Patienten betreut. Jedes Jahr werden etwa 180 langzeitbeatmete Patienten von Intensivstationen anderer Akutkrankenhäuser aus ganz Deutschland nach Grafschaft verlegt. Das Fachkrankenhaus ist eines der größten Beatmungs- und Entwöhnungszentren in Deutschland. S. 1
Auf dem Gebiet der Schlafmedizin zählt das Klinikschlaflabor mit 21 Messplätzen und jährlich mehr als 4000 polygraphischen beziehungsweise polysomnographischen Ableitungen zu einem der größten Labore in Nordrhein-Westfalen.S. 2 Der derzeitige ärztliche Direktor und Chefarzt der Abteilung für Beatmungsmedizin und Palliativmedizin ist Peter Haidl, der Dieter Köhler als langjährigen Chefarzt 2013 ablöste. Die Abteilung Intensivmedizin, Frührehabilitation und Schlafmedizin leitet Dominic Dellweg, die Abteilung für Allergologie Friedrich Riffelmann. Die kardiologische Abteilung wird von Christian Berndt geleitet.